# Dois Irmãos
Pour les articles homonymes, voir Dois Irmãos (homonymie).
Dois Irmãos est une ville brésilienne de la mésorégion métropolitaine de Porto Alegre, capitale de l'État du Rio Grande do Sul, faisant partie de la microrégion de Gramado-Canela et située à 51 km au nord de Porto Alegre. Elle se situe à une latitude de 29° 34′ 50″ sud et à une longitude de 51° 05′ 08″ ouest, à 175 m d'altitude. Sa population était estimée à 24 815 en 2007, pour une superficie de 65 km2. L'accès s'y fait par la BR-116.
L'origine du nom de Dois Irmãos tient à la présence de deux morros (« collines ») jumeaux qui peuvent être vus quand on arrive en ville. Dois irmãos signifie en français « deux frères ».
La colonisation allemande de la commune commença en 1825 avec l'arrivée d'Allemands du Hunsrück, dont la plupart étaient agriculteurs ou cordonniers, notamment la famille Baum qui donnera son premier nom à la future municipalité, Baumchneis ou, en portugais, Picada dos Baum ("chemin des Baum"). Jusqu'à ce jour, le dialecte de la région d'origine est toujours parlé dans le lieu.
Dois Irmãos produit des fleurs, de l'acacia noir pour les tanins nécessaires à l'industrie du cuir, des légumes, des fruits, des chaussures et des meubles, entre autres choses. Le secteur tertiaire y est aussi très actif, notamment à travers les commerces qui assurent l'écoulement des précédentes productions.

## Villes voisines
- Morro Reuter
- Sapiranga
- Campo Bom
- Novo Hamburgo
- Estância Velha
- Ivoti
- Presidente Lucena